# Deyótaro
Deyótaro de Galacia (en gálata y griego Deiotaros, de sobrenombre, Philoromaios; h. 105 a. C. - 42 a. C., 41 a. C. o 40 a. C.) fue jefe, tetrarca de los tolistobogios en Galacia occidental, Asia Menor, y rey de Galacia en Anatolia, Asia Menor. Fue considerado uno de los más aptos reyes célticos, gobernando las tres tribus de la Galacia celta desde su fortaleza en Blucio (Blucium). El nombre Deyótaro se entiende como deio-taruos o "toro divino".

## Biografía
Deyótaro fue un leal aliado de los romanos y se implicó en las luchas entre los generales romanos que llevaron a la caída de la República desde el año 44 a. C. Cambió de bando y apoyó a los triunviros, manteniendo su reino hasta su muerte. Se tiene conocimiento de él por primera vez al comienzo de la tercera guerra mitridática, cuando expulsó a las tropas de Mitrídates VI de Ponto bajo Eumaco de Frigia, y fue testigo cuando Mitrídates VI vio detenida su invasión de Frigia por el aliado romano, en 75 a. C. ó 74 a. C. Su amigo más influyente fue Pompeyo, quien, cuando arregló los asuntos de Asia después de la fallida invasión de Frigia por Mitrídates VI y su derrota final por los romanos en el 65 a. C., 64 a. C., 63 a. C. ó 62 a. C., le recompensó por su ayuda contra él con el título de Rey y un incremento del territorio (parte del Ponto oriental, al que el Senado añadió la Armenia Menor y la mayor parte de Galacia). En el estallido de la guerra civil desde el 49 a. C. al 45 a. C., Deyótaro naturalmente se puso del lado de su antiguo patrón y aliado, Pompeyo y los optimates en su lucha frente a Julio César, quien estaba desafiando al Senado, y después de ser derrotado en la Batalla de Farsalia en 48 a. C. escapó con él a Asia. Cuando Pompeyo fue derrotado se enfrentó a la ejecución, pero fue salvado en parte debido a la defensa de Cicerón entre el 49 a. C. y el 45 a. C.
En esta época, Farnaces, el hijo de Mitrídates, había tomado la Armenia Menor, y derrotó al ejército de Deyótaro cerca de la Nicópolis. Afortunadamente para Deyótaro, Julio César en aquella época (año 47 a. C.) llegó a Asia desde Egipto, y se encontró con el tetrarca vestido de suplicante. César le perdonó haberse puesto del lado de Pompeyo, le ordenó volver a tomar su atuendo real, y se apresuró a ir contra Farnaces, a quien derrotó en la batalla de Zela.
A consecuencia de las quejas de ciertos príncipes gálatas, Deyótaro se vio privado de parte de sus dominios en el 47 a. C., pero fue perdonado por César y se le permitió retener el título de Rey. A la muerte de Mitrídates de Pérgamo, tetrarca de los trocmos, Deyótaro fue un candidato para la vacante. Otros tetrarcas también presentaron sus reclamaciones; y, más allá, Deyótaro fue acusado en Roma en 45 a. C. por su nieto Cástor de haber intentado asesinar a César cuando este último, entonces dictador, fue su invitado en Galacia. Cicerón, quien tenía una alta opinión de Dayótaro, a quien conoció cuando fue gobernador de Cilicia, asumió su defensa, viéndose el caso en la propia casa de César en Roma.
Cicerón a Gayo César: 

«... pues fue el rey Deyótaro quien crio a tu familia, cuando abyecto y oscuro, de la oscuridad a la luz. ¿Quién oyó jamás de tu padre, o quién era, antes de que oyeron de quién era yerno?»
Cicerón

El asunto quedó apartado por un tiempo, y el asesinato de César impidió cualquier decisión final de que se produjese un veredicto. En su discurso, Cicerón brevemente desestima el cargo de asesinato, siendo la principal cuestión la distribución de las provincias, que era la auténtica causa de las luchas entre Deyótaro y sus parientes.
Después de la muerte de César, Marco Antonio, por una gran consideración monetaria, anunció públicamente que, de acuerdo con instrucciones dejadas por César, Deyótaro recuperaría la posesión de todo el territorio del que se había visto privado. Cuando la guerra civil estalló de nuevo, Deyótaro fue persuadido de apoyar al partido anti-cesariano de Bruto y Casio, pero después de la batalla de Filipos en el 42 a. C., volvió a los triunviros. Permaneció en posesión de su reino hasta su muerte a una edad muy avanzada.
Deyótaro fue el patrón a quien se dedicó el manual agrícola griego de Diófanes de Nicea.
Estaba casado con Berenice, princesa de Pérgamo, hija de Átalo III Filomáter Evergetes, rey de Pérgamo, y esposa atálida. Fueron padres de Adobogiona, que se casó con Brogitaro, rey de Galacia, el cual reinó junto con su suegro. Adobogiona y Brogitaro fueron los padres de Amintas, tetrarca de los trocmos, y rey de Galacia.

## Legado
La Legio XXII Deiotariana, una legión romana, remonta su linaje a Deyótaro. Fue originalmente parte del ejército gálata, y el equivalente de tres legiones. Después de sufrir una derrota fue considerada sólo una legión, y funcionó como una legión romana informal bajo Julio César hasta la muerte de Deyótaro, en cuyo punto fue incorporado al ejército romano con su anterior rey con su apodo.